# Polygonum equisetiforme
Polygonum equisetiforme — вид квіткових рослин родини гречкові (Polygonaceae).

## Опис
Багаторічна рослина 15–90 см, з прямими або висхідними або сланкими стеблами. Листки 20–25(40) × (1.5)2–5(10) мм, еліптичні або ланцетні. Суцвіття з пучками 1–4 квіток в пазухах. Квітки 2–3(4) мм. Сім'янки 2–4.5 мм, коричневі, яскраві. Квітне з травня по листопад.

## Поширення
Батьківщина: Кавказ: Вірменія; Азербайджан. Азія: Узбекистан; Іран; Туреччина. Південна Європа: Болгарія; Греція; Португалія; Гібралтар; Іспанія. Натуралізований: Португалія — Азорські острови. Населяє оброблювані землі, огорожі, доріжки, морський пісок.